# 전주 온고을 FC
전주 온고을 FC(Jeonju Ongoeul Football Club)는 대한민국 전라북도 전주시에 있었던 축구 선수단이다. 전북에프시가 운영했던 남자 아마추어 축구단이며, 2005년 4월에 창단되고 2009년에 해단되었다. 전주시를 연고지로 하여 K3리그에 참가했으며, 덕진체련공원을 홈 경기장으로 사용했다. 2005년 4월에 '전북 FC'로 창단되어 2008년 1월 24일에 '전주 온고을 FC'로 출범했다. 2008년 시즌부터 K3리그에 참가하여 전주 EM과 '비빔밥 더비'를 이루기도 했으나 리그에서 한 시즌밖에 뛰지 못하고 2009년부터 리그에 불참하였다.

## 시즌 결과
| 시즌 | 리그        | 순위 | 경기 | 승 | 무 | 패 | 득 | 실 | 승점 | FA컵 | 기타 | 감독   |
| ---- | ----------- | ---- | ---- | -- | -- | -- | -- | -- | ---- | ---- | ---- | ------ |
| 2008 | K3리그 전기 | 6    | 15   | 8  | 2  | 5  | 43 | 26 | 26   |      |      | 유종희 |
| 2008 | K3리그 후기 | 10   | 13   | 6  | 4  | 3  | 25 | 14 | 16   |      |      | 유종희 |
| 2008 | K3리그 통합 | 8    | 28   | 14 | 6  | 8  | 68 | 40 | 42   |      |      | 유종희 |